# 核スピン異性体
核スピン異性体（かくスピンいせいたい、英: Nuclear spin isomer）は、核スピンが0でない原子核が分子内において等価な位置に2つ以上有る時に発生する核スピン修飾 （nuclear spin modification）の違いによる異性体。例えば、水素分子のように等価な原子が2つのものの場合、核スピンが置換に対して「対称」なものをオルトと呼び、「反対称」なものをパラと呼ぶ。これらの異性体間の変換は核スピンの変換を伴うために、気相のような自由空間では非常に遅いとされる。よって、このような場合、お互い別々の分子として扱われることがある。

## 回転状態とのカップリング
パウリの排他原理から、2つの等価なフェルミ粒子を置換 (P) した場合、置換後の分子全体の量子状態を示す波動関数 (Ψ = ΨeΨvΨrΨns) は「反対称」（PΨ = −Ψ) でなければならない。逆にボーズ粒子を置換した場合、置換後の分子の波動関数は「対称」 (PΨ = Ψ) でなければならない。
核スピン修飾を受けている分子は、核スピン波動関数 (Ψns) が置換に対して「対称」の場合（オルト）と「反対称」の場合（パラ）が存在する。よって、残りの波動関数 (ΨeΨvΨr) がパウリの排他原理に対応する性質で無ければならない。
通常、電子振動基底状態においてはその波動関数 (ΨeΨv) は置換に対して「対称」である。よって、回転波動関数 (Ψr) がパウリの排他原理を満たすように、核スピン修飾を受けている分子は特定の回転状態とのみカップリングする。

## 水素分子

### 1H2
水素の原子核 (1H) は1/2の核スピン角運動量を持つフェルミ粒子である。よって、水素分子 (H2) にはオルト水素 (I = 1) とパラ水素 (I = 0) の2つの核スピン異性体が存在する。
オルト水素の核スピン波動関数 (Ψns) は置換に対して「対称」である。水素原子核はフェルミ粒子であるために置換に対して分子全体の波動関数は「反対称」にならなければいけないから、オルト水素は置換に対して「反対称」である回転状態（回転量子数が奇数 J = 1, 3, 5,...）のみ存在する。
逆にパラ水素は核スピン波動関数は置換に対して「反対称」であるので、置換に対して「対称」である回転状態（回転量子数が偶数 J = 0, 2, 4,...）のみ存在する
常温（約250 K以上）では、回転状態の統計的多重度はほぼ等しいために、核スピン状態の多重度により、オルト水素とパラ水素の比は3:1となる。しかし、極低温においては、回転状態の分布が基底状態にである J = 0 に偏るために、温度平衡状態としてはパラ水素が多くなる。水素分子を極低温において強磁性の不均一系触媒と接触させることにより、高濃度のパラ水素を得ることができる。

### 2H2（重水素）
重水素の原子核 (2H) は1の核スピン角運動量を持つボーズ粒子である。よって、重水素分子 (2H2) にはオルト重水素 (I = 2, 0) とパラ重水素 (I = 1) の2つの核スピン異性体が存在する。
オルト重水素の核スピン波動関数 (Ψns) は置換に対して「対称」である。重水素原子核はボーズ粒子であるために置換に対して分子全体の波動関数は「対称」にならなければいけないから、オルト重水素は置換に対して「対称」である回転状態（回転量子数が偶数 J = 0, 2, 4,...）のみ存在する。
逆にパラ重水素は核スピン波動関数は置換に対して「反対称」であるので、置換に対して「反対称」である回転状態（回転量子数が奇数 J = 1, 3, 5,...）のみ存在する
常温ではオルト重水素とパラ重水素の比は2:1となる。パラ水素を得るのと同様の方法で高濃度のオルト重水素を得ることができる。

## 核スピン異性体間の比（オルト・パラ比）と温度
核スピン修飾は特定の回転状態とカップリングするために、核スピン異性体の比は回転状態の比と関連がある。核スピン修飾をもつ分子の、ある回転状態iにおける状態の分布Piはボルツマン分布より
{\displaystyle P_{i}=n_{i}^{ns}n_{i}^{r}exp(-E_{i}/kT)}
ここでnns, nrはそれぞれ状態の核スピン重率および回転状態の重率を表す。Eはエネルギー、Tは温度、kはボルツマン定数をそれぞれ表す。
核スピン異性体と回転状態とのカップリングは、例えば水素では、回転量子数が偶数と奇数が異なる核スピン修飾とカップリングするというように、何らかの交替則によってなされる。つまり核スピン異性体の比は次の2つの和によってきまる。
{\displaystyle P_{ortho}=\sum _{j=odd}n_{j}^{ns}n_{j}^{r}exp(-E_{j}/kT)}
{\displaystyle P_{para}=\sum _{j=even}n_{j}^{ns}n_{j}^{r}exp(-E_{j}/kT)}
室温以上の高温においては、多くの回転状態の総和となるために、回転状態の重率nrによる分布比は1となる。また、オルトとパラはエネルギー準位としては交替則になるのでエネルギーの指数関数の項の比も1となる。よって、異なる核スピン異性体間の比は核スピン重率nns比と等しくなる。しかし、低温（極低温）において、分子が占有する状態が少なくなると、指数関数の項は1とはならない、つまり低いエネルギー(主に基底状態）に分布が偏り、核スピン重率比とは異なり、基底状態と等しい核スピン異性体の方にかたよる。
水素の例を用いれば、核スピン重率nnsはそれぞれオルトはI = 1より、nns = 3、パラはI = 0より、nns = 1となるので、室温以上においてはオルト/パラ比は3となる。しかし、極低温状態においては、基底状態 (J = 0) は回転量子数が偶数で、核スピン異性体としてはパラになるので分布はパラに傾き、オルト/パラ比は減少する。